# Dover (Anglia)

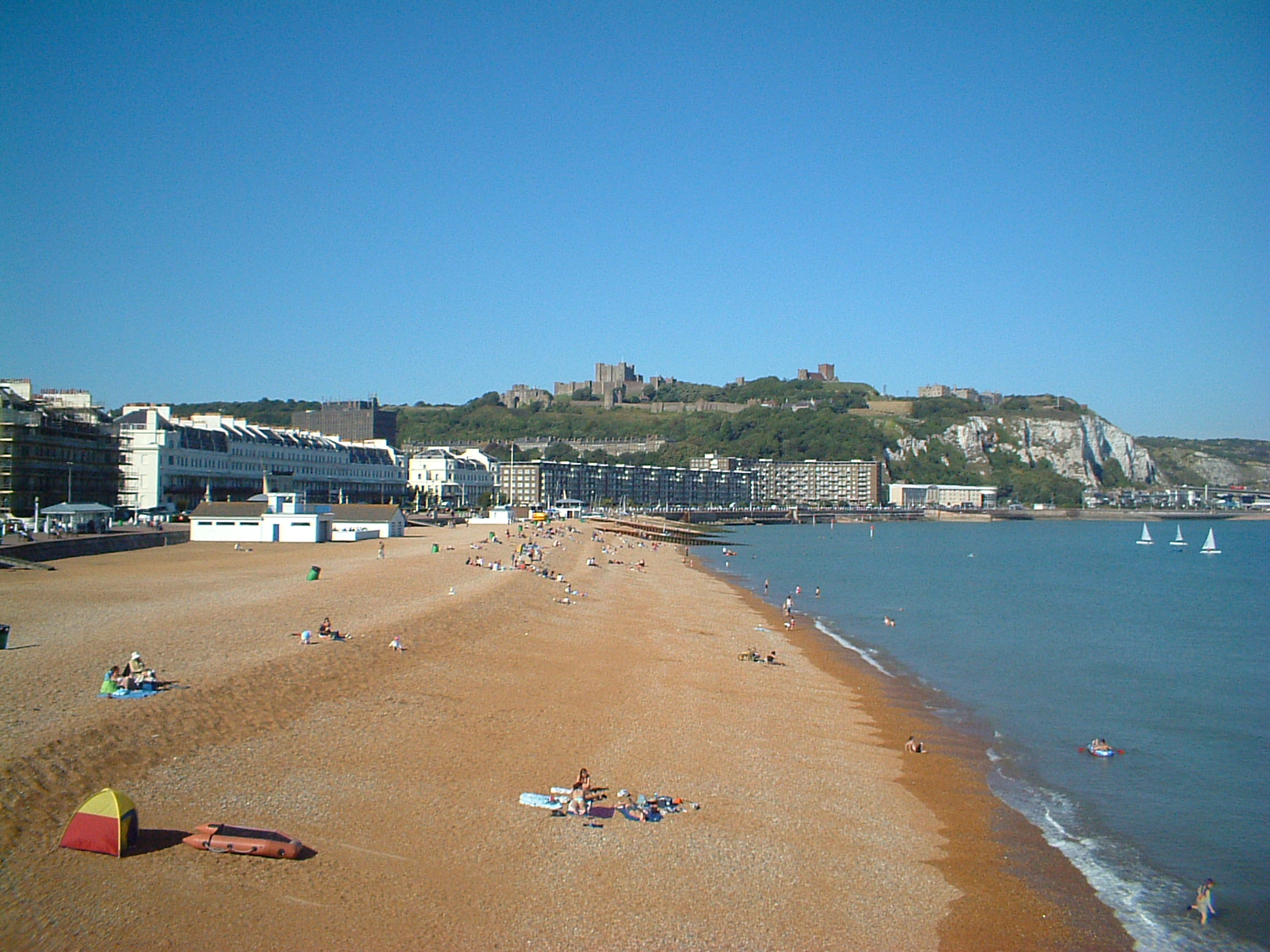
Dover

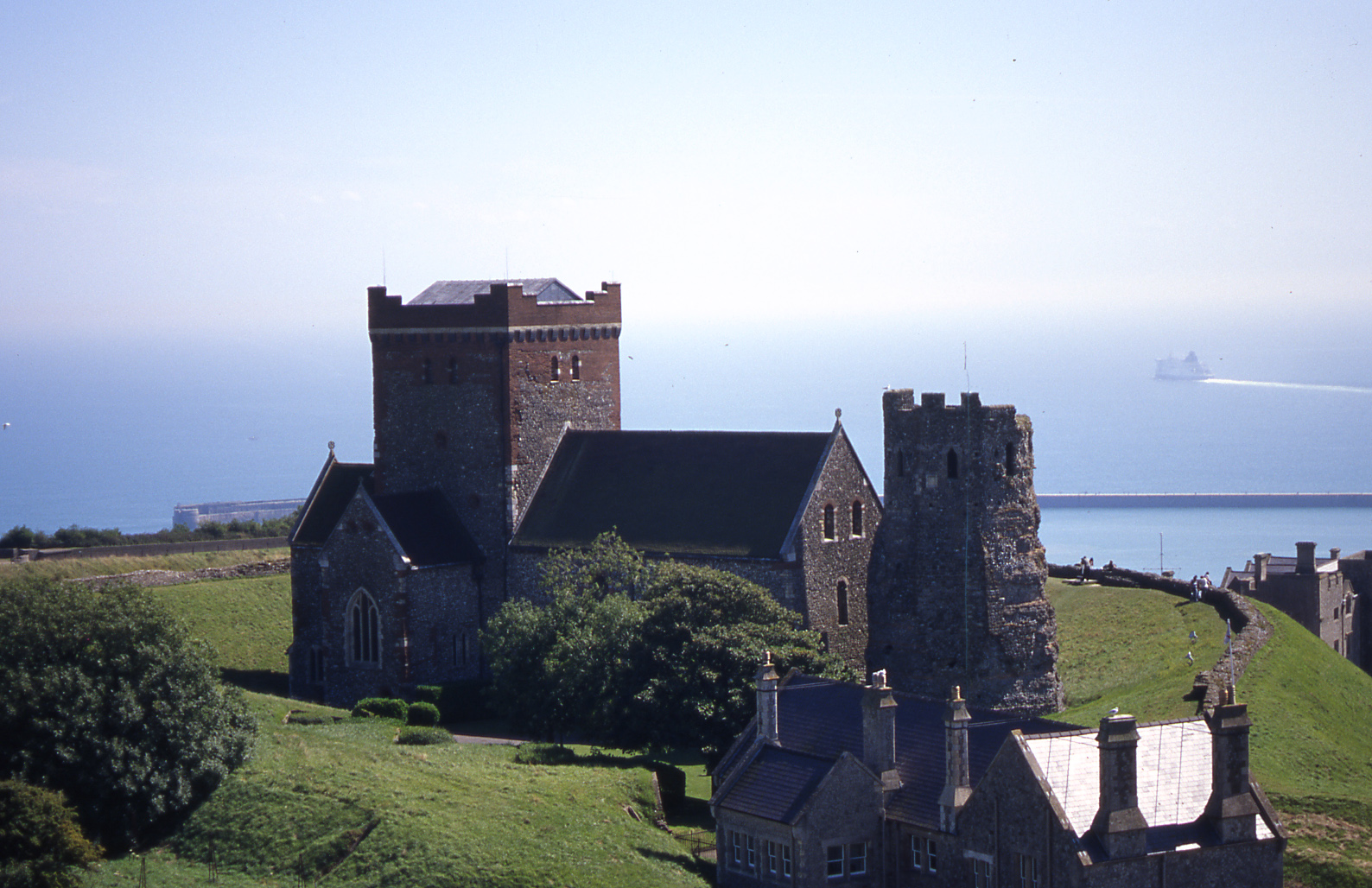
A város a Dover Castle-ból

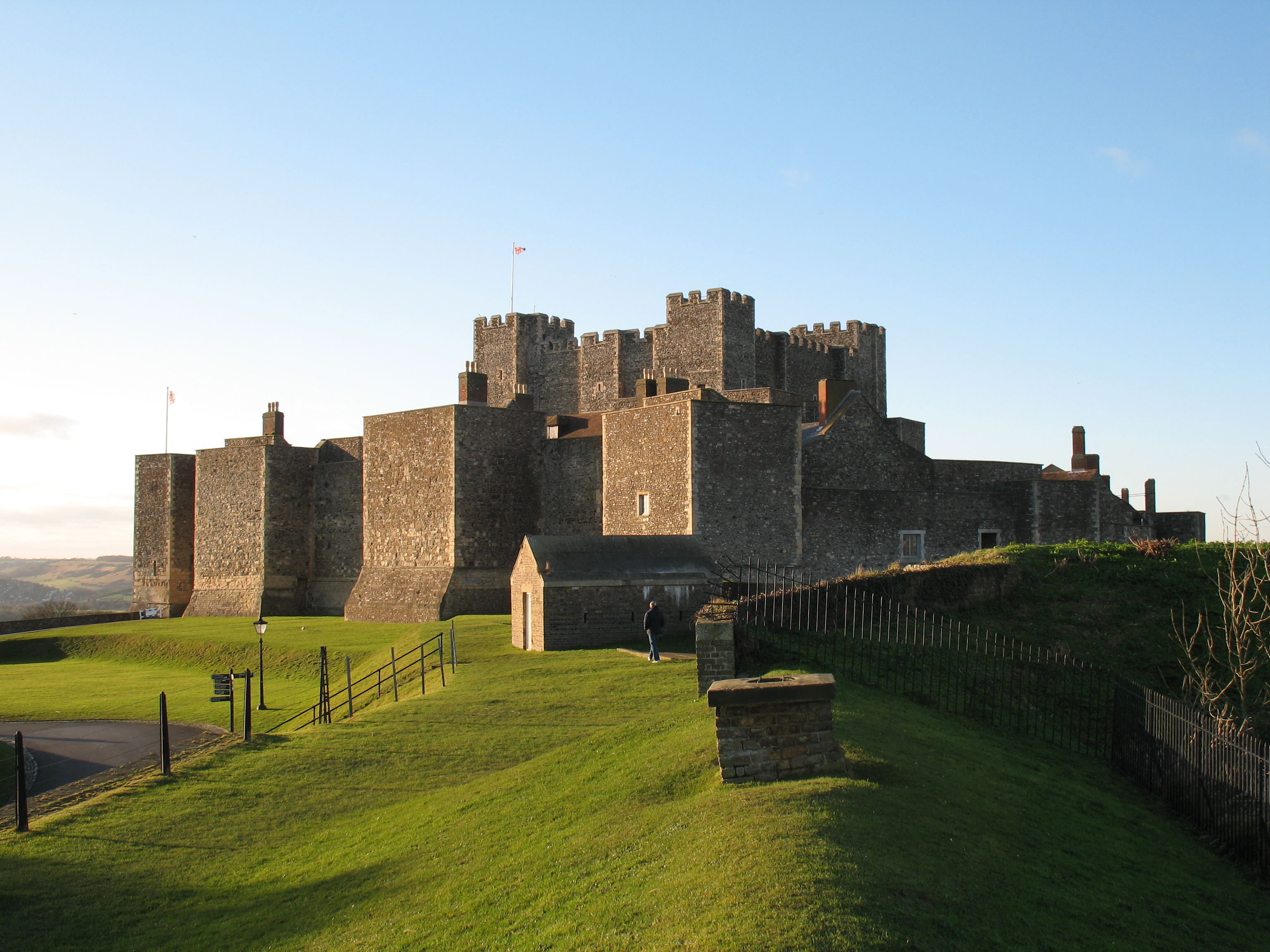
A Dover Castle

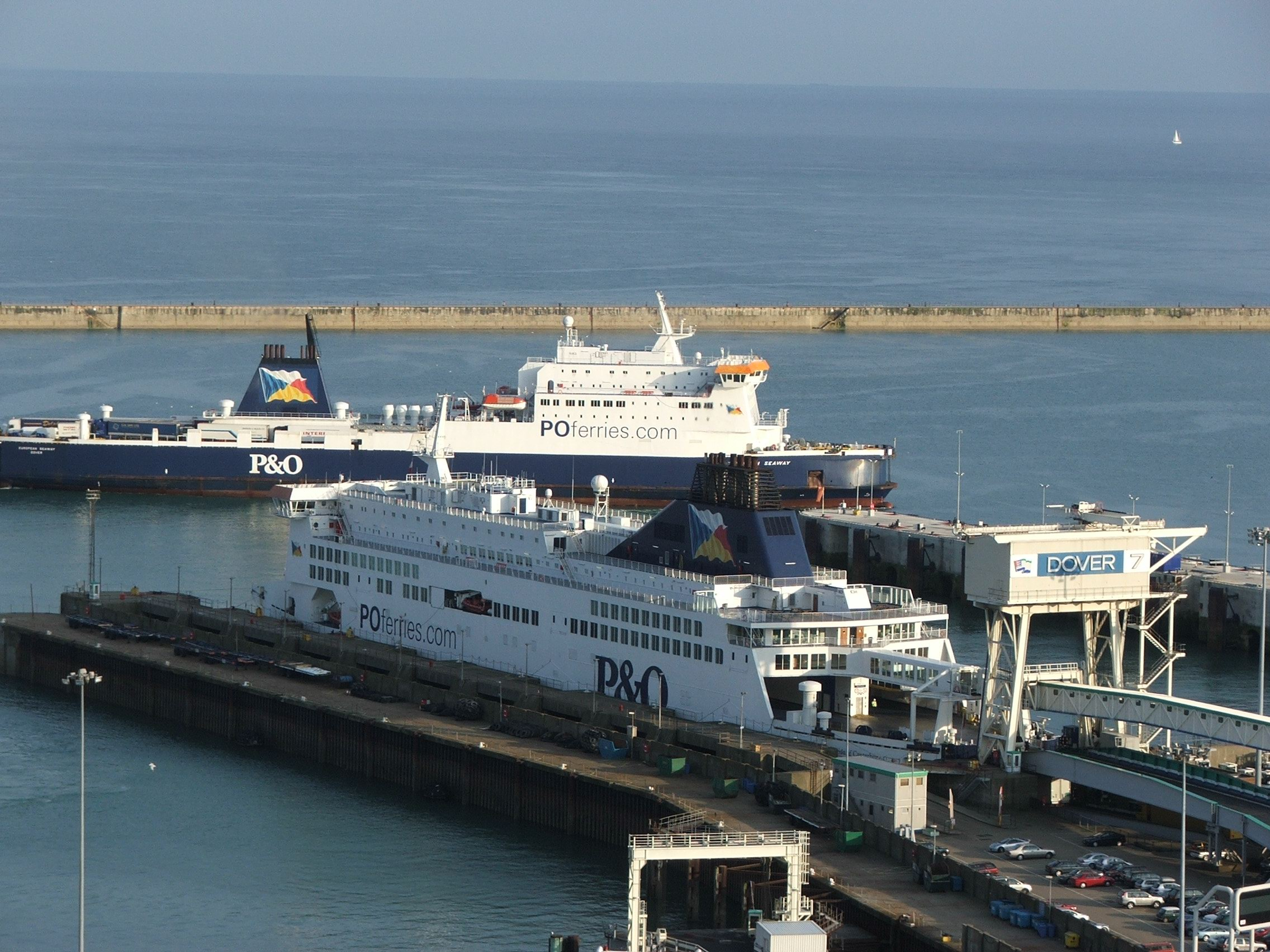
Dover

Dover város Angliában, Kent grófságban. A 2001-es népszámláláskor a városnak 28 156 lakosa volt.
Dover híres fehér krétaszikláiról kapta Anglia az Albion (fehér) nevet.

## Földrajza
Angliában Dover van legközelebb a kontinentális Európához; a távolsága Calais francia kikötőtől csupán 34 kilométer. Emiatt Dover az Egyesült Királyság egyik legforgalmasabb átkelőhelye évente 18 millió utassal.

## Története
1992-ben a városhoz közel találtak egy bronzkori hajót. Radiokarbonos kormeghatározása során kiderült, hogy a lelet a Kr. e. 1500-as évekből való.
A Római Birodalom idjén Dover jelentős kikötő volt Portus Dubris néven. A városból indult a Watling Street (angolszászul: Wæcelinga Stræt). A római brit flotta a Classis Britannica is itt állomásozott.
A hastingsi csata után 1066-ban I. Vilmos angol király a normannok élén elfoglalta e várost is. 
A régészeti kutatások szerint az új Doveri vár a szász St Mary de Castro-templom közelében áll.
A normannok két templomot építettek a városban. A St Mary the Virgin, amely ma a Szent Jakab-templom a második világháborúban megsemmisült. A másik templom a Szent Márton-kolostor.
1216-ban Dover a franciák kezére került, de Hubert de Burgh visszaverte őket. 1295-ben ismét francia katonák érkeztek a vidékre, de ismét csak vissza kellett fordulniuk. VIII. Henrik és I. Erzsébet ideje alatt is ellenséges csapatok tartották rettegésben a várost.
Az angol polgárháborúban a király oldalán állt Dover. II. Károly Oliver Cromwell köztársasága idején, 1670. május 26-án itt lépett Anglia földjére, hogy visszavegye koronáját.
A napóleoni háborúk ideje alatt a városban nagy számú helyőrség állomásozott. Ezenkívül egy erődrendszert, a Westren Heights-et építettek ki, ezzel is megnehezítve I. Napóleon francia császár dolgát egy esetleges támadás során 
A 19. században a lakosság rohamosan növekedett, száz év alatt közel hatszorosára. A városban a század közepén apartmanok és hotelek alakultak, és a vasút is megérkezett oda.
Az első világháború alatt innen indultak a katonák Franciaországba. A Zeppelinek és a repülőgépek eközben folyamatosan bombázták a várost. A második világháború alatt is jelentős volt bombatámadásokat állt ki.

## Látnivalók
- Dover Castle (Wikimapia)
- Admiralty Pier Turret
- Dover Western Heights
- Fort Burgoyne
- North Downs Way
- Roman Painted House
- Saxon Shore Way
- Dover Transport Museum Dover Transport Mus Website
- Dover Museum, and Bronze Age Boat Dover Museum Website
- Kearsney Abbey
- Russell Gardens
- Samphire Hoe Nature Reserve
- Cowgate Nature Reserve
- Connaught Park
- Seafront promenade
- St Edmund's Chapel
- Dover Port Dover Harbour Board Archiválva 1998. december 5-i dátummal a Wayback Machine-ben

## Sport
Az alábbi klubok működnek Doverben:
- Dover Athletic F.C.
- Dover Life Guard Club
- Dover Sharks R.F.C.
- Dover Rowing Club

## Média

### Újságok
- Dover Express, a Kent Regional Newspapers (KRN) tulajdona
- Dover Mercury (alapítva 1998) a Kent Messenger Group (KM) tulajdona
- Dover & Deal Adscene (KRN)
- Dover & Deal Extra (KM)

## Testvérvárosok

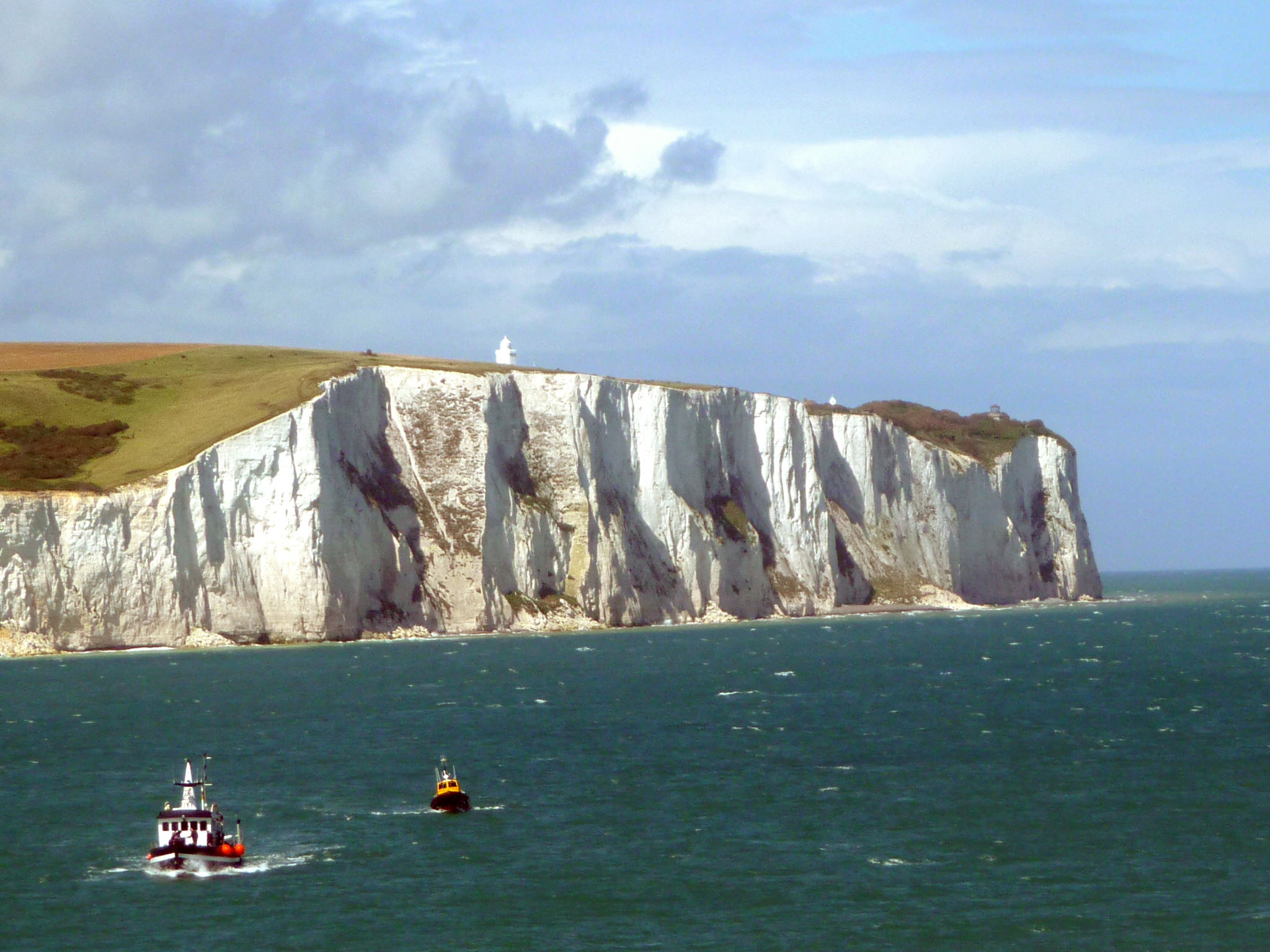
Dover fehér sziklái

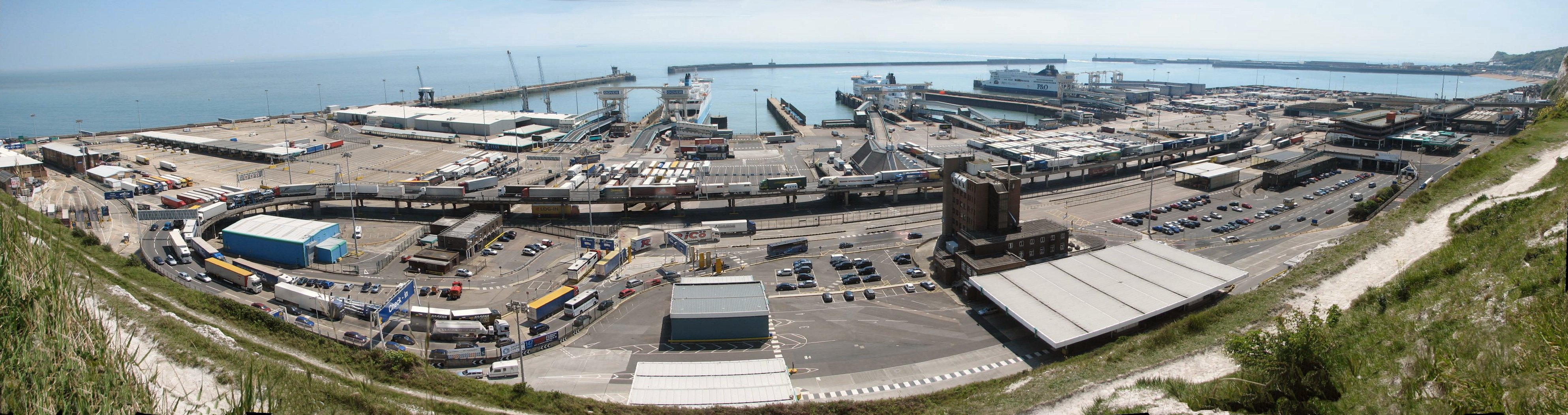
A kikötő panorámája

- USA Huber Heights
- Franciaország Calais
- Horvátország Split